# Мурадова, Барият Солтан Меджидовна
Барият Солтан Меджидовна Мура́дова (1914—2001) — кумыкская советская актриса, певица. Народная артистка СССР (1960). Лауреат Государственной премии РСФСР имени К. С. Станиславского (1972).

## Биография
Родилась 3 (16) января 1914 года (по другим источникам — 10 сентября) в селе Нижний Дженгутай (ныне Буйнакского района Дагестана) (по другим источникам — в Махачкале и в Темир-Хан-Шуре (ныне Буйнакск)).
После гибели отца воспитывалась в семье дяди — известного деятеля культуры Дагестана Татама Мурадова, что оказало решающее влияние на выбор жизненного пути. С ранних лет выступала в концертах, участвовала в художественной самодеятельности и первых театральных постановках.
В 1926—1928 годах — солистка Дагестанского радиокомитета в Махачкале.
В 1930 году, по окончании музыкально-драматического техникума, вступила в труппу вновь образованного на базе коллектива техникума Кумыкского музыкально-драматического театра (с 1955 — имени А. П. Салаватова) (Махачкала).
За время работы в театре создала более 200 сценических образов. Играла роли в трагедиях и водевилях, бытовых комедиях и остросатирических драмах: Сусан («Намус» А. М. Ширванзаде), Кыстаман («Красные партизаны» А. П. Салаватова), Джумайсат («Молла Насретдин» М. Курбанова), Шакерхан («Под деревом» Г. А. Рустамова), Джаминат («Ирчи Казак» М.-С. Я. Яхьяева), Живка («Госпожа министерша» Б. Нушича).
Обладала красивым голосом, выступала в горных аулах с исполнением народных, героических и бытовых песен (многие из которых обработаны ею).
Депутат Верховного Совета Дагестанской АССР 1-го созыва, ВС СССР 5-го созыва (1958—1962). Член Советского комитета защиты мира.
Умерла 3 июня 2001 года в Махачкале. Похоронена на мусульманском кладбище по улице Генерала Омарова (бывшая Венгерских Бойцов).

### Семья
- дядя — Татам Алиевич Мурадов (1902—1958), музыкант и певец, заслуженный деятель искусств Дагестанской АССР.
- муж — Алим Салимханович Курумов (1911—1974), актёр, режиссёр Кумыкского музыкально-драматического театра им. А. П. Салаватова. Народный артист РСФСР (1960).
  - дочь — Инесса Алимовна Курумова (1936—2015), актриса Махачкалинского русского музыкально-драматического театра им. А. М. Горького. Народная артистка РФ (2005).
  - дочь — Белла Алимовна Мурадова (род. 1940), первая в Дагестане женщина-скульптор.
- По некоторым источникам была замужем также за Ниязи Зульфугар оглы Тагизаде-Гаджибековым (1912—1984), азербайджанский дирижёр, композитор. Народный артист СССР (1959)[5].

## Звания и награды
- народная артистка Дагестанской АССР (1935)
- заслуженная артистка РСФСР (1940)
- народная артистка РСФСР (1955)
- народная артистка СССР (1960)
- Государственная премия РСФСР имени К. С. Станиславского (1972) — за исполнение ролей Матери-Родины, Софьи, Жумайсат в спектаклях «Сквозь бурю» М.-С. Я. Яхьяева, «Мать» М. Горького, «Молла Насреддин» М. Курбанова в Кумыкском МДТ им. А. Салаватова
- Республиканская литературная премия имени С. Стальского[2]
- орден Ленина
- два ордена Трудового Красного Знамени
- орден Дружбы народов
- два ордена «Знак Почёта»[2]
- Медали.

## Творчество

### Роли в театре
- Матери-Родины («Сквозь бурю» М.-С. Я. Яхьяева)
- Софья («Мать» по М. Горькому)
- Сусан («Намус» А. М. Ширванзаде)
- Кыстаман («Красные партизаны» А. П. Салаватова)
- Джумайсат («Молла Насретдин» М. Курбанова)
- Шакерхан («Под деревом» Г. А. Рустамова, музыка Г. А. Гасанова)
- Джаминат («Ирчи Казак» М.-С. Я. Яхьяева, музыка Н. С. Дагирова)
- Живка («Госпожа министерша» Б. Нушича)
- Лаура («Каменный гость» А. С. Пушкина
- Лариса («Бесприданница» А. Н. Островского)
- Джульетта («Ромео и Джульетта» Шекспира
- Кручинина («Без вины виноватые» А. Н. Островского)
- Агафья Тихоновна («Женитьба» Н. В. Гоголя)
- Толгонай («Материнское поле» по Ч. Т. Айтматову
- Мехменэ-Бану («Легенда о любви» Н. Хикмета)
- Сонька («Аристократы» Н. Ф. Погодина)
- Маша («Мужество» Г. С. Берёзко)
- Ольга («Макар Дубрава» А. Е. Корнейчука)
- Танкабике («В ночь лунного затмения» М. Карима)
- Сувсар («Карачач» А. П. Салаватова)
- Асият («Любовь Асият» А. А. Курбанова)
- Зайнаб («Сёстры» С. Д. Джетере)
- Салимат («Подарок Салимат» Г. А. Рустамова)
- Санюк («Уллубий Буйнакский» Г. А. Рустамова)
- Айханум («Суровые дни» М. А. Хуршилова)
- Гюлькыз («Айгази» А. П. Салаватова)
- Айбике («Соседи» А. А. Курбанова)
- Комола («Дочь Ганга» А. Гинзбурга по роману Р. Тагора «Крушение»)
- Биби («Чёрные розы» Сахиба Джамала, инсценировка Ю. Даниялова, музыка Н. С. Дагирова)
- Гюльназ («Ай-гази» Г. А. Гасанова)
- Солтанат («Если сердце захочет» Г. А. Гасанова)
- Марьям («Сулейман из Ашага-Стала» Р. Фатуева)
- Лауренсия («Овечий источник» Л. де Веги)
- Сюзанна («Женитьба Фигаро» Бомарше)
- Гюльчохра («Аршин мал алан» У. Гаджибекова).

### Фильмография
- 1959 — Тучи покидают небо — Айшат
- 1969 — Адам и Хева — Бариат
- 1972 — Канатоходец — телефонистка
- 1975 — Горянка — Канича
- 1984 — Талисман любви — тётя Бариат

## Память
- В Махачкале Дагестанский колледж культуры и искусств носит имя актрисы.

- В 2010 году перед зданием Кумыкского театра в Махачкале был открыт памятник актрисе[6][7]
- В 2015 году вышла книга «Барият Мурадова. Талантливая, непостижимая, неповторимая»[8].